# Nichinjá
Nichinjá är en ort i Mexiko.   Den ligger i kommunen Tumbalá och delstaten Chiapas, i den sydöstra delen av landet, 800 km öster om huvudstaden Mexico City. Nichinjá ligger 1 347 meter över havet och antalet invånare är 366.
Terrängen runt Nichinjá är huvudsakligen kuperad, men åt sydost är den bergig. Nichinjá ligger uppe på en höjd. Runt Nichinjá är det ganska tätbefolkat, med 149 invånare per kvadratkilometer. Närmaste större samhälle är Yajalón, 9,7 km söder om Nichinjá. I omgivningarna runt Nichinjá växer i huvudsak städsegrön lövskog.